# کوتونو
کوتونو (Cotonou) پایتخت اقتصادی و بزرگ‌ترین شهر کشور بنین است.
شهر کوتونو به این خاطر که محل استقرار بسیاری از نهادهای دولتی و خدمات دیپلماتیک بنین است به عنوان پایتخت بالفعل این کشور به‌شمار می‌آید. پایتخت رسمی بنین، شهر پورتو نووو است.
جمعیت این شهر در سال ۲۰۰۶ برابر با ۷۶۱٬۱۳۷ نفر بود با این‌حال برخی برآوردها جمعیت این شهر را تا ۱٫۲ میلیون نفر گزارش کرده‌اند.
این شهر در جنوب خاوری کشور بنین و در میان اقیانوس اطلس و دریاچه نوکوئه جای گرفته‌است. گسترش شهر کوتونو رو به باختر است. کوتونو یک بندر مهم است و دارای فرودگاه و راه‌آهن نیز می‌باشد. راه‌آهن، این شهر را به پاراکو پیوند می‌دهد.

## پیشینه
واژهٔ کوتونو در زبان فون به معنی «دهانهٔ رودخانهٔ مرگ» است. کوتونو در آغاز سدهٔ ۱۹ میلادی یک دهکدهٔ کوچک ماهیگیری بود. این دهکده زیر چیرگی پادشاهی داهومی قرار داشت و در سال ۱۸۵۱ فرانسویان پیمانی با قزو، شاه داهومی بستند که بر پایهٔ آن فرانسویان توانستند یک تجارت‌خانه کوچک در کوتونو برپا کنند.
کوتونو در زمان جانشین قزو، یعنی گِلِله (۱۸۵۸–۸۹) بر پایه قراردادی که در ۱۹ مه ۱۸۶۸ امضاء شد ضمیمه قلمرو فرانسه شد. در سال ۱۸۸۳ ناوگان فرانسه برای جلوگیری از تصرف ناحیه به‌دست بریتانیا کنترل این شهر را در دست گرفت.
پس از مرگ گلله، پسرش بهانزین کوشید تا قرارداد را فسخ کند ولی در این کار ناکام بود. از آن پس شهر کوتونو به سرعت گسترش یافت و تبدیل به بزرگ‌ترین بندرگاه ناحیه شد.